# اجبار (فیلم ۲۰۱۱)
اجبار (به انگلیسی: Force) فیلمی در ژانر اکشن است که در سال ۲۰۱۱ منتشر شد. از بازیگران آن می‌توان به جان آبراهام، جنلیا دی‌سوزا، موکش ریشی و ویدیوت جاموال اشاره کرد.
در سال ۲۰۱۶ دنباله این فیلم با نام اجبار ۲ اکران شد